# Amperea
Amperea A.Juss., 1824 è un genere di piante della famiglia delle Euforbiacee, endemico dell'Australia.

## Tassonomia
Il genere comprende le seguenti otto specie:
- Amperea conferta Benth.
- Amperea ericoides A.Juss.
- Amperea micrantha Benth.
- Amperea protensa Nees
- Amperea simulans R.J.F.Hend.
- Amperea spicata Airy Shaw
- Amperea volubilis F.Muell. ex Benth.
- Amperea xiphoclada (Sieber ex Spreng.) Druce